# Suicide by My Side
Albums de Sinergy
To Hell and Back
(2000) Sins of the Past
(2009)
Suicide by My side est le troisième album studio composé par le groupe de power metal finlandais Sinergy, commercialisé le 5 février 2002. Il s'agit du dernier album produit aux côtés des membres Marco Hietala et Tommi Lillman à la basse et à la batterie, respectivement. Malgré le titre attribué à l'album et une passe très sombre de sa vie, Kimberly Goss, fondatrice du groupe, explique qu'elle n'a jamais tenté le suicide.

## Liste des pistes
| No  | Titre                       | Durée |
| --- | --------------------------- | ----- |
| 1.  | I Spit On Your Grave        | 4:01  |
| 2.  | The Sin Trade               | 3:46  |
| 3.  | Violated                    | 4:04  |
| 4.  | Me, Myself, My Enemy        | 4:13  |
| 5.  | Written In Stone            | 4:17  |
| 6.  | Nowhere For No One          | 3:10  |
| 7.  | Passage to the Fourth World | 3:36  |
| 8.  | Shadow Island               | 5:00  |
| 9.  | Suicide By My Side          | 3:41  |
| 10. | Remembrance                 | 1:23  |

## Formation
- Kimberly Goss - chant
- Alexi Laiho - guitare, chants additionnels (piste 8, 9), crachat (première piste)
- Roope Latvala - guitare
- Marco Hietala - basse
- Tommi Lillman - batterie